# Ilda Roquete
Ilda Maria Grilo Roquete Alcobia (27 de janeiro de 1956) é uma actriz portuguesa, conhecida pela sua participação na primeira temporada de Morangos com Açúcar.

## Televisão
- Crónica do Tempo RTP 1992 'Maria das Dores Fonseca'
- Procura-se RTP 1993
- Nico D'Obra RTP 1994 'Sara'
- Esquadra de Polícia RTP 2000 'Manuela'
- Residencial Tejo SIC 1999/2002 'Branca'
- Super Pai TVI 2002
- Bons Vizinhos TVI 2002 'Clarisse'
- O Jogo SIC 2003
- Ana e os Sete TVI 2003
- Morangos com Açúcar TVI 2003/2004 'Idalina Santos Silva'
- Uma Aventura SIC 2007 'Isolina'
- T2 para 3 Remodelado RTP 2009 'Mãe de Leo'
- Perfeito Coração SIC 2009

## Filmografia
- A Bomba (2001)